# Лисичанский шиноремонтный завод
Лисичанский шиноремонтный завод — бывшее промышленное предприятие в городе Лисичанск Луганской области Украины.

## История
Лисичанский шиноремонтный завод построили в соответствии с семилетним планом развития народного хозяйства СССР, в 1962 году он начал работу и произвёл первую продукцию.
В целом, в советское время завод входил в число крупнейших предприятий города.
В мае 1995 года Кабинет министров Украины утвердил решение о приватизации шиноремонтного завода. В дальнейшем, государственное предприятие было преобразовано в открытое акционерное общество.
В марте 2002 года арбитражный суд Луганской области возбудил дело о банкротстве ОАО "Лисичанский шиноремонтный завод". В дальнейшем, завод остановил производственную деятельность, был признан банкротом и прекратил своё существование.